# Georges Guingouin
Georges Guingouin, nascido em 2 de fevereiro de 1913 em Magnac-Laval em Alto Vienne e falecido em 27 de outubro de 2005 em Troyes, é um lutador e militante da resistência comunista francesa.
Ele foi por iniciativa de um dos primeiros maquis da França, organizador da libertação de Limoges. Eleito prefeito de Limoges de 1945 a 1947.[carece de fontes?]